# Office européen des brevets
Pour les articles homonymes, voir OEB et EPO.

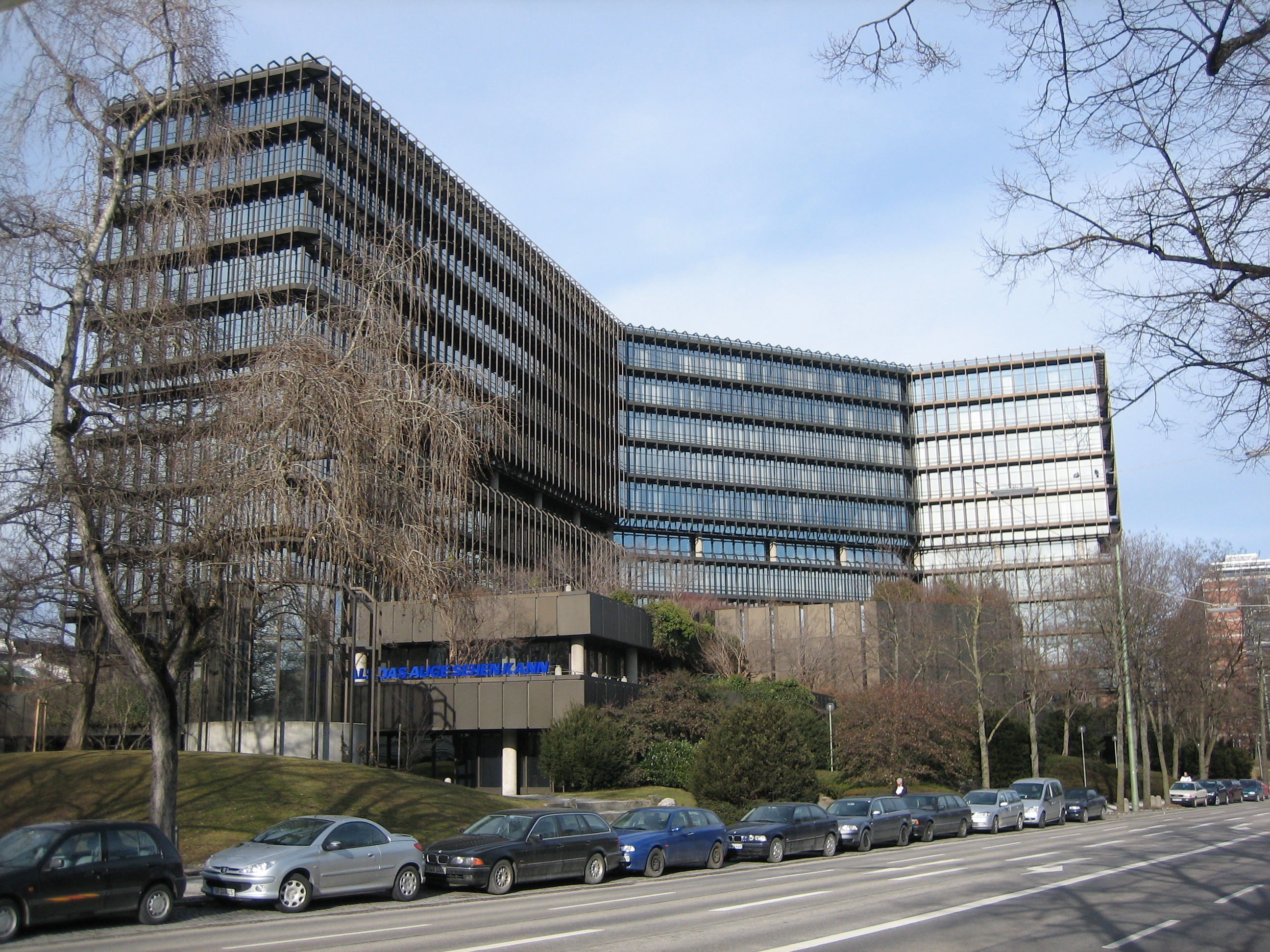
Le siège de l'Office à Munich.

L’Office européen des brevets (OEB ; en anglais : European Patent Office, EPO ; en allemand : Europäisches Patentamt) est une organisation qui accorde des brevets au niveau européen. Son siège se trouve à Munich, en Allemagne. Il possède également un département dans la commune de Ryswick aux Pays-Bas, ainsi qu'une annexe à Berlin et des bureaux à Vienne et Bruxelles.
Créé par la Convention sur la délivrance des brevets européens le 7 octobre 1977, il est l'organe exécutif de l'Organisation européenne des brevets, une organisation intergouvernementale créée sur la base de la Convention sur le brevet européen.
Le président de l'OEB depuis le 1er juillet 2018 est le Portugais António Campinos, ex-directeur de l'Office de l'Union européenne pour la propriété intellectuelle.

## Fonctionnement
L'Office européen des brevets est complètement autonome financièrement.
Seules les taxes payées par les demandeurs de brevets servent à financer l'organisation. Aucune subvention nationale ni communautaire n'est perçue.
L'Office européen des brevets emploie environ 7 000 personnes, dont 4 000 examinateurs. Les examinateurs sont des ingénieurs/docteurs trilingues (anglais-allemand-français) dont le rôle est d'examiner la conformité des demandes de brevets à la Convention sur le brevet européen, en particulier ses articles 52, 54 et 56 : pour être brevetée, une invention doit être nouvelle (ne pas exister au moment du dépôt du brevet) et inventive (ne pas être suggérée dans l'état de la technique ou en être dérivable de façon évidente par une personne du métier dépourvu de capacité inventive).

## Pays membres
Au 1er octobre 2022, 39 États sont membres de l'OEB :
| - Allemagne (1977) - Belgique (1977) - France (1977) - Luxembourg (1977) - Pays-Bas (1977) - Royaume-Uni (1977) - Suisse (1977) - Italie (1978) - Suède (1978) - Autriche (1979) - Liechtenstein (1980) - Espagne (1986) - Grèce (1986) | - Danemark (1990) - Monaco (1991) - Irlande (1992) - Portugal (1992) - Finlande (1996) - Chypre (1998) - Turquie (2000) - Bulgarie (2002) - Estonie (2002) - Slovénie (2002) - Slovaquie (2002) - Tchéquie (2002) - Hongrie (2003) - Roumanie (2003) - Islande (2004) - Lituanie (2004) | - Pologne (2004) - Lettonie (2005) - Malte (2007) - Croatie (2008) - Norvège (2008) - Macédoine du Nord (2009) - Saint-Marin (1er juillet 2009) - Albanie (1er mai 2010) - Serbie (1er octobre 2010) - Monténégro (1er octobre 2022) |

États autorisant l'extension des brevets :
- Bosnie-Herzégovine (2004)

États membres de l'Office européen des brevets

États autorisant la validation des brevets :
- Maroc (2015)
- Moldavie (2015)
- Tunisie (2017)
- Cambodge (2018)
- Géorgie (2024)

## Procédure

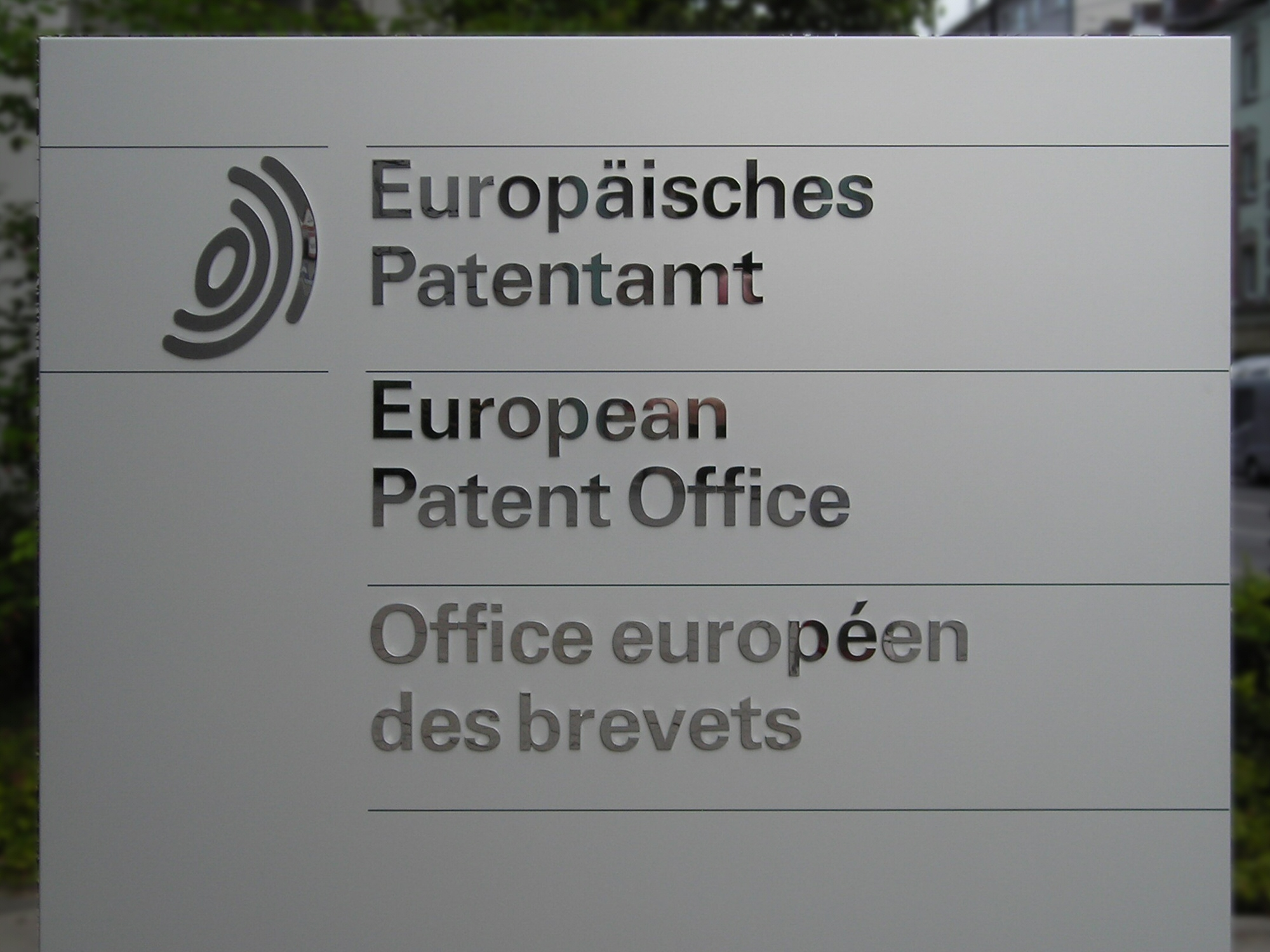
Le panneau à l'entrée du bureau de Munich dans les trois langues officielles.

Pour obtenir un brevet européen, la procédure est la suivante :
Déposer une demande de brevet européen
Ceci peut se faire directement auprès de l'OEB à Munich, de son département à La Haye, ou bien auprès d'un service compétent d'un État membre si sa législation le permet (par exemple l'Institut national de la propriété industrielle (INPI) en France).
La demande doit contenir une requête en délivrance, une description pouvant être accompagnée de dessins, au moins une revendication et un abrégé. Elle doit être rédigée dans l'une des trois langues officielles de l'OEB (français, anglais ou allemand). Toutefois, il est possible de déposer une demande dans certaines autres langues européennes et de déposer par la suite une traduction en français, anglais ou allemand.
Des taxes de dépôt et de recherche doivent être acquittées auprès de l'OEB dans un délai d'un mois.
Examen de dépôt
La section de dépôt de l'OEB effectue un examen préliminaire et formel de la demande.
Recherche d'antériorité
Une division de recherche de l'OEB (en général composée d'un examinateur) reçoit la demande et effectue une recherche d'antériorité (en). Cela consiste à chercher parmi l'ensemble des documents publiés avant la date de dépôt, dans des bases de données spécialisées, ceux qui s'approchent le plus de l'invention décrite dans la demande. Les résultats font l'objet d'un rapport de recherche qui est envoyé au demandeur et qui est aussi publié avec la demande.
Publication
La demande est publiée environ 18 mois après la date de dépôt ou la date de priorité le cas échéant.
Examen quant au fond
Il revient au demandeur de formuler une requête d'examen, et de payer la taxe correspondante. Une division d'examen de l'OEB (en général composée de trois examinateurs) détermine, au vu des documents trouvés lors de la recherche et de tout autre document pouvant apparaître au cours de la procédure, si les revendications de la demande satisfont aux critères de brevetabilité de la Convention sur le brevet européen (principalement : nouveauté, activité inventive et clarté).
Le demandeur et la division d'examen échangent leurs points de vue par écrit. Une procédure orale est également possible. Le texte des revendications peut être modifié lors de cette phase de la procédure. En fin de compte, la division d'examen décide la délivrance ou le refus de la demande. La demande peut également être abandonnée par le demandeur, de manière explicite (demande de retrait) ou par inaction (défaut de paiement de taxes de renouvellement ou absence de réponse à une communication de la division d'examen).
Délivrance, possibilité d'opposition
En cas de délivrance, le brevet est publié. Le texte publié peut différer de celui de la demande initiale afin de tenir compte des éléments apparus au cours de l'examen. Un brevet correspondant peut alors être obtenu dans un ou plusieurs des états membres. Selon les législations nationales, il peut s'agir d'une simple formalité administrative ou d'une procédure plus complexe, certains pays imposant en particulier la traduction du brevet dans leur langue nationale.
Dans un délai de neuf mois à partir de la date de publication de la spécification, une opposition peut être déposée auprès de l'OEB par une ou par plusieurs personnes physiques ou morales.
Dans le cas d'une opposition, une division d'opposition de l'OEB (en général composée de trois examinateurs) étudie les arguments et éventuels documents supplémentaires fournis par chacune des parties. La communication se fait principalement par écrit, une procédure orale pouvant également avoir lieu. À l'issue de la procédure, la division d'opposition décide du maintien du brevet tel que publié, de son refus, ou de son maintien sous une forme modifiée. Après le délai de neuf mois suivant la publication du brevet, il n'est plus possible de s'opposer à un brevet européen. Il est cependant possible de s'attaquer au brevet dans chaque État membre où il a été transformé en brevet national.
Possibilité de recours
Pour chaque décision prise par l'OEB au cours de la procédure, il est possible de déposer un recours. Ce dernier est étudié par une chambre de recours. L'OEB comporte plusieurs chambres de recours spécialisées par domaines techniques. Elles font partie d'une direction indépendante au sein de l'OEB. Là encore, les arguments sont exposés par écrit et éventuellement au cours d'une procédure orale.
La chambre de recours décide de maintenir ou de casser la décision qui fait l'objet du recours. Elle peut ensuite renvoyer l'affaire à l'instance compétente pour suite à donner.

## Service Espacenet de recherche de brevets
L'OEB offre gratuitement accès à sa collection de documents brevets (plus de 90 millions en 2015), par le service Espacenet accessible directement à partir de son site officiel.

## Liste des présidents
- 1977-1975 : Johannes Bob van Benthem
- 1985-1995 : Paul Braendli
- 1996-2004 : Ingo Kober
- 2004-2007 : Alain Pompidou
- 2007-2010 : Alison Brimelow
- 2010-2018 : Benoît Battistelli
- Depuis 2018 : António Campinos

## Statistiques
| Rang | Pays               | Nombre de brevets demandés par million d'habitants |
| ---- | ------------------ | -------------------------------------------------- |
| 1    | Suisse             | 956                                                |
| 2    | Pays-Bas           | 416                                                |
| 3    | Danemark           | 411                                                |
| 4    | Suède              | 403                                                |
| 5    | Allemagne          | 332                                                |
| 6    | Finlande           | 312                                                |
| 7    | Autriche           | 261                                                |
| 8    | Belgique           | 204                                                |
| 9    | Japon              | 179                                                |
| 10   | Israël             | 173                                                |
| 11   | Irlande            | 158                                                |
| 12   | France             | 153                                                |
| 13   | Corée du Sud       | 142                                                |
| 14   | États-Unis         | 132                                                |
| 15   | Norvège            | 114                                                |
| 16   | Porto Rico         | 111                                                |
| 17   | Royaume-Uni        | 88                                                 |
| 18   | Singapour          | 87                                                 |
| 19   | Taïwan             | 75                                                 |
| 20   | Italie             | 71                                                 |
| 21   | Slovénie           | 47                                                 |
| 22   | Canada             | 44                                                 |
| 23   | Nouvelle-Zélande   | 43                                                 |
| 24   | Australie          | 42                                                 |
| 25   | Chypre             | 41                                                 |
| 26   | Estonie            | 37                                                 |
| 27   | Espagne            | 36                                                 |
| 28   | République tchèque | 23                                                 |
| 29   | Portugal           | 21                                                 |
| 30   | Hong Kong          | 16                                                 |

Selon l’Office européen des brevets (OEB), la Suisse est de loin le pays qui recense le plus de demandes de brevets par habitant, les principaux déposants étant certains grands groupes et les universités.